# Tanju Tuncel
Tanju Tuncel (Adana, 1 de gener de 1940-15 juliol 2023) és una actriu de teatre, televisió i cinema turca.
El nom real de Tanju Tuncel era Tanju Tunçel', va canviar "Tunçel" per "Tuncel" a causa de les seves dificultats de pronunciació. Es va graduar a l'escola secundària Akhisar, a l'escola secundària femenina d'Erenköy i al Departament de Teatre del Conservatori d'Istanbul. Es va casar i es va divorciar de Necdet Yakın. Va començar al Teatre Jove i es va jubilar al Teatre de la Ciutat d'Istanbul amb 60 anys.

## Filmografia
- 1983 Ve Recep Ve Zehra Ve Ayşe (Yusuf Kurçenli)
- 1989 Uçurtmayı Vurmasınlar (Tunç Başaran)
- 1991 Menekşe Koyu (Barba Karabuda)
- 1992 Kanunun Ötesinde (Asaf Köksal)
- 1994 Babam Askerde (Handan İpekçi)
- 1994 Artist Palas (Mahinur Ergun)
- 1995 Yerçekimli Aşklar / Gül ile Adem (Barış Pirhasan)
- 1997 Sıdıka (Mahinur Ergun)
- 1999 Çatısız Kadınlar (Mahinur Ergun)
- 1999 Duruşma (Yalçın Yelence)
- 1999 Figüran (Cemal Şan)
- 2000 Dadı (Fatih Aksoy)
- 2000 Evdeki Yabancı (Ümmü Burhan)
- 2000 Şaşıfelek Çıkmazı (Mahinur Ergun)
- 2003 Sultan Makamı (Aydın Bulut)
- 2006 Yalancı Yarim
- 2007 Beyaz Melek (Mahsun Kırmızıgül)
- 2008 Yol Arkadaşım
- 2009-2011 Geniş Aile
- 2010 Eyyvah Eyvah
- 2011 Eyyvah Eyvah 2
- 2014 Eyyvah Eyvah 3
- 2014 Muska

## Premis
Va rebre el premi a la millor actriu per Muska al 30 dies. Festival de cinema fantàstic a Andorra.